# Ayxan Tağızadə
Ayxan Tağızadə, también escrito como Aykhan Taghizade (20 de enero de 1996), es un deportista azerbaiyano que compite en taekwondo. En los Juegos Europeos de Bakú 2015 consiguió una medalla de oro en la categoría de –68 kg.

## Palmarés internacional
| Juegos Europeos | Juegos Europeos   | Juegos Europeos | Juegos Europeos |
| Año             | Lugar             | Medalla         | Categoría       |
| --------------- | ----------------- | --------------- | --------------- |
| 2015            | Bakú (Azerbaiyán) | Medalla de oro  | –68 kg          |